# Arrade erebusalis
Arrade erebusalis är en fjärilsart som beskrevs av Walker 1863. Arrade erebusalis ingår i släktet Arrade och familjen nattflyn. Inga underarter finns listade i Catalogue of Life.